# Лакост, Ив
Ив Лако́ст (фр. Yves Lacoste; род. 7 сентября 1929 года в Фесе) — французский географ и геополитик. Автор и владелец журнала «Геродот» (1976). Геополитическая концепция Лакоста отличается преуменьшением роли географического пространства и естественных климатических условий в жизни государства. По его мнению «пространства и границы — пассивные нейтральные элементы», тогда как «определяющая роль принадлежит политике, преобразующей пространства и границы».
Лакост — автор множества книг и публикаций, в том числе на тему системы ГУЛАГа, индустриализации в СССР, освоения Сибири.
В 2000 году Ив Лакост получил Премию Вотрена Люда, называемую «Нобелевской премией по географии».